# Charlie Day
Charles Peckham "Charlie" Day (født 9. februar 1976) er en amerikansk tv-og film-skuespiller, fra Middletown, Rhode Island, bedst kendt for at spille Charlie Kelly i It's Always Sunny in Philadelphia.

## Tidlige liv
Day blev født i New York City i New York. Hans mor, Mary (født Peckham), er klaverlærer på Pennfield School, i Portsmouth på Rhode Island, og hans far, Thomas Charles Day, er en engelsk/musik lektor ved Salve Regina University i Newport, RI.  Day tilbragte det meste af sin barndom i Middletown, Rhode Island og gik på The Pennfield Skole og fik sin gymnasieeksamen fra Portsmouth Abbey School, begge i Portsmouth. Bagefter gik han på Merrimack College i Massachusetts, hvor han spillede baseball.

## Karriere
Ud over at spille Charlie Kelly i den populære FX-tv-serie It's Always Sunny in Philadelphia, er han også seriens producent og en af dens forfattere. Han har også optrådt i adskillige andre tv-programmer Aftenvagten, Law & Order og Reno 911!.
Han medvirkede i New Line Cinemas Horrible Bosses i juli 2011, overfor Jennifer Aniston, Jason Bateman, Jason Sudeikis, Colin Farrell og Jamie Foxx.  Han havde også en rolle i filmen Going the Distance fra 2010, sammen med Justin Long, Jason Sudeikis og Drew Barrymore.

## Privat liv
Day er gift med Mary Elizabeth Ellis, skuespillerinden, der spiller en tilbagevendende karakter i It's Always Sunny in Philadelphia, siden marts 4, 2006. Ellis spiller "The Waitress", en medarbejder på en café, med hvem Days karakter har en ekstrem besættelse. De mødtes i 2001 og er kommet sammen i hvert fald siden 2004, da Day og Ellis optrådte i Reno 911 sammen og portrætteret incestuøse søskende. Parret venter deres første barn i december 2011. 
Når han ikke arbejder er Day en ivrig musikentusiast. Han nyder at lytte til et udvalg af musik fra alle forskellige genrer og lærte at spille klaver under opvæksten. Han har skrevet noget af musikken, der optræder i It's Always Sunny in Philadelphia .

## Film og fjernsyn
| År           | Titel                             | Rolle              | Noter                                         |
| ------------ | --------------------------------- | ------------------ | --------------------------------------------- |
| 2000         | Mary and Rhoda                    | Mailroom Kid       | Tv film                                       |
| Madigan Men  | Clerk                             | Tv-serie: 1 afsnit |                                               |
| 2001-2004    | Third Watch                       | Michael Boscorelli | Tv-serie: 5 afsnit                            |
| 2001         | Campfire Stories                  | Joe Boner          |                                               |
| Late Summer  | Trevor                            | Kortfilm           |                                               |
| Law & Order  | Jeremy                            | Tv-serie: 1 afsnit |                                               |
| 2002         | Bad Company                       | Stoner             | Ikke krediteret                               |
| 2003         | Luis                              | Richie             | Tv-serie: 9 afsnit                            |
| 2004         | Reno 911!                         | Inbred Twin        | Tv-serie: 1 afsnit                            |
| 2005         | Love Thy Neighbor                 | Video Clerk        |                                               |
| 2005-Present | It's Always Sunny in Philadelphia | Charlie Kelly      | Tv-serie: 70 Episodes Also Producer/Forfatter |
| 2008-        | Boldly Going Nowhere              |                    | Tv-serie Producer/Forfatter                   |
| 2008         | A Quiet Little Marriage           | Adam               |                                               |
| 2010         | Going the Distance                | Dan                |                                               |
| 2011         | Horrible Bosses                   | Dale Arbus         |                                               |
| 2012         | Pacific Rim                       |                    |                                               |